# Beatriz Pimenta Camargo
Beatriz Mendes Gonçalves Pimenta Camargo CavMM (São Paulo, 1932) foi uma empresária e colecionadora de arte brasileira, primeira mulher a ser diretora do Museu de Arte de São Paulo (Masp).

## Biografia
Nasceu em 2 de janeiro de 1932, em São Paulo, em família de engenheiros e diplomatas. Na década de 1950 conheceu o marido Mário Pimenta Camargo, que fora de Uberaba para São Paulo a fim de estudar direito em 1949; ele, que também foi diretor do Masp, faleceu em 1996. Ambos tiveram quatro filhos.
Em 2002, Beatriz foi admitida à Ordem do Mérito Militar no grau de Cavaleira especial pelo presidente Fernando Henrique Cardoso.
Em 2013 foi a primeira mulher eleita para ser a presidente do Masp para o biênio até 2015, substituindo a João Vicente Azevedo; ela já fazia parte da diretoria da instituição desde a década de 1990.
Além do Masp ela integrou os quadros de outras instituições, como a Fundação Bienal de São Paulo e o MoMA de Nova York.
Faleceu em São Paulo, aos 90 anos, em 30 de setembro de 2022, de causas naturais.

## Acervo particular
Ela e o marido acumularam um rico acervo de objetos históricos e obras de arte, que já expuseram em mostras em Portugal e na Itália; Mário, seu marido, chegou a comprar o documento da fundação de Uberaba onde nascera, e que mais tarde doou à municipalidade.
Dentre os bens em destaque de sua coleção estão porcelanas e mobílias históricas, além de obras de artistas como Frans Post, Eckhout e Aleijadinho.